# Agosta-Klasse (1977)
Die Agosta-Klasse (A 90) ist eine in Frankreich gebaute U-Boot-Klasse. Die Boote sind die bisher letzten französischen konventionell dieselelektrisch angetriebenen U-Boote. Die Unterseeboote wurden bis 2001 von der französischen Marine eingesetzt. Bis heute (2006) werden sie sowohl von der pakistanischen als auch der spanischen Marine betrieben. Pakistan nutzt neben zwei älteren U-Booten der Klasse einen modernisierten Entwurf und stellte zuletzt 2006 ein eigenständig im eigenen Land gebautes Boot der Klasse in Dienst. Außerdem nutzt die malaysische Marine ein ex-französisches Boot als Ausbildungs- und Testfahrzeug.

## Details
Die Klasse wurde Ende der 1960er-Jahre als Nachfolger der Daphné-Klasse entwickelt und der Bau der einzelnen Boote zwischen 1970 und 1975 genehmigt. Schon in der Bauphase wurde die Klasse als Basis für die Konstruktion der französischen nuklearen Jagd-Uboote der Rubis-Klasse verwendet. Das erste in Dienst gestellte U-Boot der Klasse war 1977 die Agosta. Zwischen 1977 und 1978 wurden noch drei weitere U-Boote in den Dienst der französischen Marine gestellt. Die 1978 in Dienst gestellte La Praya war als Besonderheit mit einem kleinen Tauchfahrzeug für Spezialeinsätze ausgestattet. Die 1986 stillgelegte Narval (S 631), Typschiff der Narval-Klasse, führte ebenfalls ein kleines Unterwasserfahrzeug hinter dem Turm mit.
Der erste Auslandskunde war die südafrikanische Marine, die schon Mitte der 1970er-Jahre zwei Boote bestellte. 1977 beschlossen die Vereinten Nationen ein Waffenembargo gegen den Apartheid-Staat. Die beiden U-Boote wurden deshalb nicht an Südafrika geliefert, sondern an Pakistan verkauft und von der pakistanischen Marine 1979 bzw. 1980 in Dienst gestellt.
Der zweite ausländische Abnehmer ist Spanien. Zwischen 1983 und 1985 wurden vier in Spanien als Lizenzbau gefertigte Agosta-Klasse-U-Boote in Dienst gestellt.
In den 1980er-Jahren wurden die U-Boote modernisiert und zum Unterwasserabschuss von Seezielflugkörpern aus den Torpedorohren befähigt. Während die Franzosen sich für den Einsatz von SM.39 Exocet aus eigener Produktion entschieden, benutzt die pakistanische Marine US-amerikanische UGM-84 Harpoon.
1994 bestellte die pakistanische Marine drei weitere U-Boote der modernisierten Version A 90B. Die Boote sind etwas größer als im ursprünglichen Entwurf. Außerdem sind sie schneller, können durch Verwendung neuerer Werkstoffe tiefer tauchen und sind mit modernerer Elektronik ausgestattet. Der höhere Automatisierungsgrad erlaubt eine Reduzierung der Besatzungsstärke von 54 auf 36 Mann. Ein Boot wurde in Frankreich fertiggestellt, die beiden anderen in Lizenz auf einer pakistanischen Werft gebaut. Das letzte der beiden in Pakistan gebauten Boote, die Hamza (S 139), wurde komplett in pakistanischer Eigenregie ohne französische Unterstützung gebaut.
Bei einem der in Pakistan gebauten U-Boote wird der Einsatz einer weitgehend außenluftunabhängigen Antriebsanlage erprobt. Die als Module d’Energie Sous-Marin Autonome (MESMA) bezeichnete Konstruktion besteht aus einer wasserdampfbetriebenen Turbine. Als Treibstoff dienen Ethanol und flüssiger Sauerstoff. Der Antrieb soll eine drei bis viermal größere Unterwasserreichweite gewährleisten als der reine Akkumulator-Antrieb. Für den Fall einer erfolgreichen Erprobung ist ein entsprechender Umbau der anderen pakistanischen U-Boote vorgesehen.
Die vier U-Boote der französischen Marine wurden bis 2001 außer Dienst gestellt. Sie waren die letzten konventionellen U-Boote Frankreichs. Die französische Marine nutzt seitdem nur noch Atom-U-Boote.
2005 wurde eines der stillgelegten französischen Boote reaktiviert. Im Zuge der Beschaffung der aus der Agosta-Klasse entwickelten Scorphène-Klasse leaste Malaysia dieses Boot, um schon vor der für 2009 geplanten Indienststellung der neuen Klasse Erfahrungen bei der Nutzung von U-Booten sammeln und Besatzungen ausbilden zu können.
Die spanische Marine stellte im Jahr 2012 die Siroco (S 72) außer Dienst, während die restlichen drei Einheiten aufgrund der Verzögerung im Bau der Isaac-Peral-Klasse zunächst modernisiert wurden. In den Jahren 2020 und 2024 wurden mit der Mistral (S 73) und der Tramontana (S 74) zwei weitere Boote außer Dienst gestellt, weshalb im Februar 2024 nur noch die erste in Spanien gebaute Einheit der Agosta-Klasse, die S 71 Galerna, aktiv ist.
Die fünf pakistanischen U-Boote der Agosta-Klasse befanden sich 2024 im aktiven Dienst.

## Einheiten und Verbleib

### Frankreich– Marine nationale
Als Entwickler der Agosta-Klasse hat Frankreich vier U-Boote beim Arsenal de Cherbourg in Cherbourg gebaut. Alle französischen Boote der Klasse wurden inzwischen außer Dienst gestellt. Eines wurde an Malaysia verleast und ist dort als Museum erhalten geblieben.
| Kennung | Name      | Kiellegung        | Stapellauf       | Indienststellung   | Einheit | Außerdienststellung | Verbleib |
| ------- | --------- | ----------------- | ---------------- | ------------------ | ------- | ------------------- | --- |
| S 620   | Agosta    | 10. November 1972 | 19. Oktober 1974 | 28. Juli 1977      | ?       | 28. Oktober 1997    | in Toulon entwaffnet, anschließend (2021) mit der Jumbo Kinetic nach Brest zur Verschrottung bei Navaleo transportiert |
| S 621   | Bévéziers | 17. Mai 1973      | 14. Juni 1975    | 27. September 1977 | ?       | 3. April 1998       | 2020/2021 in Brest von Navaleo/Les Recycleurs Bretons verschrottet                                                     |
| S 622   | La Praya  | 1974              | 15. Mai 1976     | 9. März 1978       | ?       | 1. Juli 2000        | Hulk Q 835 2020/2021 in Brest von Navaleo/Les Recycleurs Bretons verschrottet                                          |
| S 623   | Ouessant  | 1974              | 23. Oktober 1976 | 23. Juli 1978      | ?       | 13. Juli 2001       | 2005 an Malaysia verleast.                                                                                             |

### Pakistan– Pakistanische Marine (Pɑkistan Bahri'a)
Pakistan kaufte zwei Boote der Agosta-Klasse, die bei AC Dubigeon in Nantes ursprünglich für Südafrika gebaut, aber wegen eines Waffenembargos nicht ausgeliefert wurden. Weiterhin kaufte Pakistan drei modernere A-90B-Boote, die knapp zwanzig Jahre später sowohl in Frankreich als auch in Pakistan in Lizenz gebaut wurden. Damit betreibt Pakistan die größte Flotte von U-Booten der Agosta-Klasse. Traditioneller Stützpunkt der pakistanische U-Boot-Flotte ist Karatschi. Jedoch ist die Verlegung der U-Boote in die neue Basis Jinnah bei Ormara geplant.
| Kennung | Name                   | Bauwerft                    | Kiellegung | Stapellauf | Indienststellung | Außerdienststellung | Einheit        | Verbleib |
| ------- | ---------------------- | --------------------------- | ---------- | ---------- | ---------------- | ------------------- | -------------- | -------- |
| S 135   | Hashmat ex Astrant,    | AC Dubigeon, Nantes         | ?          | ?          | 1979             |                     | ? in Karatschi | aktiv    |
| S 136   | Hurmat ex Adventurous, | AC Dubigeon, Nantes         | ?          | ?          | 1980             |                     | ? in Karatschi | aktiv    |
| S 137   | Khalid                 | DCN, Cherbourg              | ?          | ?          | 1999             |                     | ? in Karatschi | aktiv    |
| S 138   | Saad                   | Karachi Shipyard, Karatschi | ?          | ?          | 2002             |                     | ? in Karatschi | aktiv    |
| S 139   | Hamza                  | Karachi Shipyard, Karatschi | ?          | ?          | 14. August 2006  |                     | ? in Karatschi | aktiv    |

### Spanien– Spanische Marine (Armada Española)
Die vier spanischen U-Boote der Galerna-Klasse wurden bei Navantia in Cartagena gebaut, wo sie auch beheimatet waren. Drei Boote wurden Anfang der 2010er Jahre modernisiert:
| Kennung | Name       | Kiellegung | Stapellauf        | Indienststellung | Außerdienststellung | Einheit          | Verbleib          |
| ------- | ---------- | ---------- | ----------------- | ---------------- | ------------------- | ---------------- | ----------------- |
| S 71    | Galerna    | ?          | 12. Mai 1981      | 21. Januar 1983  |                     | U-Boot-Flottille | aktiv             |
| S 72    | Siroco     | ?          | 2. Dezember 1982  | 12. Mai 1983     | 29. Juni 2012       | U-Boot-Flottille | 2021 verschrottet |
| S 73    | Mistral    | ?          | 4. November 1984  | 5. Juni 1985     | 10. Juni 2020       | U-Boot-Flottille | ?                 |
| S 74    | Tramontana | ?          | 30. November 1984 | 27. Januar 1986  | 16. Februar 2024    | U-Boot-Flottille | ?                 |

### Malaysia– Königliche Malaysische Marine (Tentera Laut DiRaja Malaysia)
Die Königliche Malaysische Marine hatte ein ehemals französisches U-Boot der Agosta-Klasse zum Zwecke der Ausbildung von U-Boot-Besatzungen vor der Indienststellung der neuen in Frankreich gebauten Boote der Scorpène-Klasse geleast. Dieses Boot ist als Museum in Malakka erhalten.
| Kennung | Name     | Vormals   | Indienststellung | Einheit | Außerdienststellung | Verbleib                    |
| ------- | -------- | --------- | ---------------- | ------- | ------------------- | --------------------------- |
| –       | Ouessant | Ouessant, | 2005             | ?       | 2009                | seit 2011 Museum in Malakka |